# Fullerton (Nebraska)
Fullerton település az Amerikai Egyesült Államok Nebraska államában, Nance megyében, melynek megyeszékhelye is. Lakosainak száma 1244 fő (2020. április 1.).

## Népesség
A település népességének változása:

| 2010 | 1 307 |
| 2020 | 1 244 |